# Пальори
Пальори или Палиохори е бивше село в Егейска Македония, Гърция, разположено на територията на дем Пеония в административна област Централна Македония.

## География
Селото е било разположено в източната част на планината Паяк (Пайко), на 3 km западно от Баровица (Кастанери).

## История
Селото се разпада преди основаването на Баровица. Към края на XX век развалините му и гробището му все още се виждат.